# Чемпіонат світу зі спортивної гімнастики 2010

Чемпіонат світу зі спортивної гімнастики 2010 відбувся в Роттердамі 16 — 24 жовтня 2010 року.

## Медальний залік
| Місце | Країна          | Золото | Срібло | Бронза | Загалом |
| ----- | --------------- | ------ | ------ | ------ | ------- |
| 1     | КНР             | 4      | 4      | 1      | 9       |
| 2     | Росія           | 2      | 4      | 0      | 6       |
| 3     | США             | 1      | 2      | 3      | 6       |
| 4     | Японія          | 1      | 2      | 1      | 4       |
| 5     | Велика Британія | 1      | 1      | 1      | 3       |
| 6     | Румунія         | 1      | 1      | 0      | 2       |
| 7     | Австралія       | 1      | 0      | 1      | 2       |
| 8     | Угорщина        | 1      | 0      | 0      | 1       |
| 8     | Франція         | 1      | 0      | 0      | 1       |
| 8     | Греція          | 1      | 0      | 0      | 1       |
| 11    | Німеччина       | 0      | 1      | 2      | 3       |
| 12    | Нідерланди      | 0      | 1      | 0      | 1       |
| 13    | Бразилія        | 0      | 0      | 1      | 1       |
| 13    | Білорусь        | 0      | 0      | 1      | 1       |
| 13    | Італія          | 0      | 0      | 1      | 1       |
| Разом | Разом           | 14     | 16     | 12     | 42      |

## Медалісти
| Дисципліна         | Золото                                                                                                   | Срібло                                                                                        | Бронза                                                                                               |
| ------------------ | --- | --------------------------------------------------------------------------------------------- | --- |
| Чоловіки           | |                                                                                               | |
| Командна першість  | КНР Чень Ібін Фен Чже Тен Хайбінь Янь Мін'юн Лю Бо Чжан Ченлун                                           | Японія Кохей Утімура Кодзі Ямамуро Кодзі Уемацу Кадзухіто Танака Кеня Кобаясі Тацукі Накасіма | Німеччина Філіпп Бой Фабіан Гамбюхен Томас Тарану Євгеній Спірідонов Себастьян Кріммер Маттіас Фаріг |
| Абсолютна першість | Кохей Утімура (JPN)                                                                                      | Філіпп Бой (GER)                                                                              | Джонатан Гортон (USA)                                                                                |
| Вільні вправи      | Елефтеріос Космідіс (GRE)                                                                                | Кохей Утімура (JPN)                                                                           | Деніел Первіс (GBR)                                                                                  |
| Кінь               | Крістіан Беркі (HUN)                                                                                     | Луїс Сміт (GBR)                                                                               | Прашант Селлатурай (AUS)                                                                             |
| Кільця             | Чень Ібін (CHN)                                                                                          | Янь Мін'юн (CHN)                                                                              | Маттео Моранді (ITA)                                                                                 |
| Опорний стрибок    | Тома Буель (FRA)                                                                                         | Антон Голоцуцков (RUS)                                                                        | Дмитро Каспярович (BLR)                                                                              |
| Бруси              | Фен Чже (CHN)                                                                                            | Тен Хайбінь (CHN)                                                                             | Кохей Утімура (JPN)                                                                                  |
| Перекладина        | Чжан Ченлун (CHN)                                                                                        | Епке Зондерланд (NED)                                                                         | Фабіан Гамбюхен (GER)                                                                                |
| Жінки              | |                                                                                               | |
| Командна першість  | Росія Ксенія Афанасьєва Алія Мустафіна Тетяна Набієва Ксенія Семенова Катерина Курбатова Анна Дементьєва | США Ребекка Бросс Маккензі Какуато Бріджет Слоун Метті Ларсон Елі Рейсмен Еліша Секремоні     | КНР Цзян Юйюань Хе Кесінь Суй Лу Хуан Цюшуан Ден Ліньлінь Ян Ілінь                                   |
| Абсолютна першість | Алія Мустафіна (RUS)                                                                                     | Цзян Юйюань (CHN)                                                                             | Ребекка Бросс (USA)                                                                                  |
| Опорний стрибок    | Еліша Секремоні (USA)                                                                                    | Алія Мустафіна (RUS)                                                                          | Жейд Барбоза (BRA)                                                                                   |
| Різновисокі бруси  | Бет Тведдл (GBR)                                                                                         | Алія Мустафіна (RUS)                                                                          | Ребекка Бросс (USA)                                                                                  |
| Колода             | Ана Порграс (ROU)                                                                                        | Ребекка Бросс (USA) Ден Ліньлінь (CHN)                                                        | медаль не вручалася                                                                                  |
| Вільні вправи      | Лорен Мітчелл (AUS)                                                                                      | Алія Мустафіна (RUS) Діана Келару (ROU)                                                       | медаль не вручалася                                                                                  |

### Вільні вправи
| Місце | Гімнаст             | Складність | Виконання | Штраф | Сума   |
| ----- | ------------------- | ---------- | --------- | ----- | ------ |
| 1     | Елефтеріос Космідіс | 6.600      | 9.100     |       | 15.700 |
| 2     | Кохей Утімура       | 6.500      | 9.033     |       | 15.533 |
| 3     | Деніел Первіс       | 6.500      | 8.866     |       | 15.366 |
| 4     | Олександр Шатілов   | 6.400      | 8.933     |       | 15.333 |
| 5     | Тома Буель          | 6.100      | 9.100     |       | 15.200 |
| 6     | Едді Пенєв          | 6.600      | 8.566     | 0.100 | 15.066 |
| 7     | Флавіус Косці       | 6.200      | 8.866     |       | 15.066 |
| 8     | Стівен Лежандр      | 6.300      | 7.300     |       | 13.600 |

### Кільця
| Місце | Гімнаст          | Складність | Виконання | Штраф | Сума   |
| ----- | ---------------- | ---------- | --------- | ----- | ------ |
| 1     | Чень Ібін        | 6.800      | 9.100     |       | 15.900 |
| 2     | Янь Мін'юн       | 6.800      | 8.900     |       | 15.700 |
| 3     | Маттео Моранді   | 6.700      | 8.966     |       | 15.666 |
| 4     | Кодзі Ямамуро    | 6.700      | 8.800     |       | 15.500 |
| 5     | Ю Вончхоль       | 6.600      | 8.833     |       | 15.433 |
| 6     | Іван Сан Мігуель | 6.500      | 8.833     |       | 15.333 |
| 7     | Кеня Кобаясі     | 6.400      | 8.900     |       | 15.300 |
| 8     | Чень Чіх Ю       | 6.700      | 8.566     |       | 15.266 |